# UAE Tour
L'UAE Tour és una cursa ciclista professional per etapes que es disputa als Emirats Àrabs Units durant el mes de febrer. Es va crear el 2019, fruit de la fusió entre l'Abu Dhabi Tour i el Tour de Dubai. La cursa forma part de UCI World Tour des de la seva creació.

## Palmarès
| Any  | Vencedor            | Segon                       | Tercer                        |
| ---- | ------------------- | --------------------------- | ----------------------------- |
| 2019 | Primož Roglič       | Alejandro Valverde Belmonte | David Gaudu                   |
| 2020 | Adam Yates          | Tadej Pogačar               | Aleksei Lutsenko              |
| 2021 | Tadej Pogačar       | Adam Yates                  | João Almeida                  |
| 2022 | Tadej Pogačar       | Adam Yates                  | Peio Bilbao López de Armentia |
| 2023 | Remco Evenepoel     | Lucas Plapp                 | Adam Yates                    |
| 2024 | Lennert Van Eetvelt | Ben O'Connor                | Peio Bilbao López de Armentia |
| 2025 | Tadej Pogačar       | Giulio Ciccone              | Peio Bilbao López de Armentia |